# Championnat de Géorgie de football 1995-1996
Navigation
Saison précédente Saison suivante
La saison 1995-1996 du Championnat de Géorgie de football était la 7e édition de la première division géorgienne. Le championnat, appelé Umaglesi Liga, regroupe les seize meilleurs clubs géorgiens au sein d'une poule unique où les équipes se rencontrent deux fois dans la saison, à domicile et à l'extérieur. En fin de saison, les 2 derniers du classement sont relégués et remplacés par les deux meilleurs clubs de deuxième division.
Le club du FC Dinamo Tbilissi, tenant du titre depuis 6 saisons, remporte à nouveau le championnat, avec 11 points d'avance sur le trio Margveti Zestafoni-Kolkheti 1913 Poti-FC Samtredia. Le Dinamo réussit un 5e doublé Coupe-championnat consécutif après sa victoire en Coupe de Géorgie face au Dinamo Batoum.

## Les 16 clubs participants
| - FC Dinamo Tbilissi - Guria Lanchkhuti - Metalurg Rustavi - Kolkheti 1913 Poti - Torpedo Koutaïssi - Dinamo Batoum - Dinamo Zugdidi - Iberia Khashuri | - Duruji Kvareli - Sioni Bolnissi - Promu de Pirveli Liga - Dila Gori - FC Samtredia - Egrisi Senaki - Promu de Pirveli Liga - Shevardeni Tbilissi - Kakheti Telavi - Margveti Zestaponi |

## Compétition

### Classement
Le barème de points servant à établir tous les classements se décompose ainsi :
- Victoire : 3 points
- Match nul : 1 point
- Défaite : 0 point

| Rang | Équipe                     | Pts | J  | G  | N | P  | Bp  | Bc  | Diff |
| ---- | -------------------------- | --- | -- | -- | - | -- | --- | --- | ---- |
| 1    | FC Dinamo Tbilissi (T) (C) | 79  | 30 | 25 | 4 | 1  | 109 | 16  | +93  |
| 2    | Margveti Zestafoni         | 68  | 30 | 22 | 2 | 6  | 85  | 37  | +48  |
| 3    | Kolkheti 1913 Poti         | 68  | 30 | 22 | 2 | 6  | 69  | 38  | +31  |
| 4    | FC Samtredia               | 68  | 30 | 20 | 8 | 2  | 96  | 38  | +58  |
| 5    | Metalurg Rustavi           | 66  | 30 | 22 | 0 | 8  | 70  | 36  | +34  |
| 6    | Dinamo Batoum              | 54  | 30 | 16 | 6 | 8  | 68  | 28  | +40  |
| 7    | Torpedo Koutaïssi          | 52  | 30 | 15 | 7 | 8  | 69  | 49  | +20  |
| 8    | Dila Gori                  | 40  | 30 | 12 | 4 | 14 | 53  | 55  | -2   |
| 9    | Sioni Bolnissi (P)         | 33  | 30 | 11 | 0 | 19 | 38  | 64  | -26  |
| 10   | Iveria Khashuri            | 33  | 30 | 10 | 3 | 17 | 33  | 57  | -24  |
| 11   | Dinamo Zugdidi             | 30  | 30 | 9  | 3 | 18 | 42  | 63  | -21  |
| 12   | Shevardeni Tbilissi        | 30  | 30 | 9  | 3 | 18 | 40  | 61  | -21  |
| 13   | Guria Lanchkhuti           | 27  | 30 | 9  | 0 | 21 | 35  | 74  | -39  |
| 14   | Kakheti Telavi             | 27  | 30 | 8  | 3 | 19 | 29  | 68  | -39  |
| 15   | Egrisi Senaki (P)          | 17  | 30 | 5  | 2 | 23 | 42  | 90  | -48  |
| 16   | Duruji Kvareli             | 4   | 30 | 1  | 1 | 28 | 23  | 127 | -104 |

|  | Qualification pour la Coupe des Coupes 1996-1997                                         |
|  | Qualification pour la Coupe UEFA 1996-1997                                               |
|  | Qualification pour la Coupe Intertoto 1996                                               |
|  | Relégation directe en deuxième division                                                  |
|  | (T) : Tenant du titre (C) : Vainqueur de la Coupe de Géorgie (P) : Promu de Pirveli Liga |

## Bilan de la saison
| Championnat de Géorgie de football 1995-1996 |                               |
| Champion                                     | FC Dinamo Tbilissi (7e titre) |
| Coupes et trophées                           |                               |
| Vainqueur de la Coupe de Géorgie 1995-1996   | FC Dinamo Tbilissi            |
| Qualifications continentales                 |                               |
| Coupe des Coupes 1996-1997                   | Dinamo Batoum                 |
| Coupe UEFA 1996-1997                         | FC Dinamo Tbilissi            |
| Coupe UEFA 1996-1997                         | Margveti Zestafoni            |
| Coupe Intertoto 1996                         | Kolkheti 1913 Poti            |
| Promotions et relégations                    |                               |
| Promus en Umaglesi Liga                      | FC Merani Tbilissi            |
| Promus en Umaglesi Liga                      | Samgurali Tskhaltubo          |
| Relégués en Pirveli Liga                     | Duruji Kvareli                |
| Relégués en Pirveli Liga                     | Egrisi Senaki                 |